# Maison de Faucigny-Lucinge
Pour les articles homonymes, voir Faucigny.
La maison de Lucinge ou Faucigny-Lucinge est une famille princière, branche cadette de la famille de haute noblesse de Faucigny, attestée dès le début du XIe siècle, détachée dès le XIIe siècle et qui prend le nom de Faucigny-Lucinge à partir de la seconde moitié du XVIIIe siècle.
Elle est admise aux Honneurs de la cour en 1785, et elle est cataloguée en tant que famille subsistante de la noblesse française.

## Héraldique
| Armes de Faucigny-Lucinge | Les armes de la famille de Faucigny-Lucinge se blasonnent ainsi : écartelé de Faucigny (qui est pallé d'or et de gueules) et de Lucinges (qui est bandé de gueules et d'argent) ou bien parti de Faucigny et de Lucinge parti au 1 palé d'or et de gueules, qui est de Faucigny ; au 2 d'argent, à trois bandes de gueules ou au 2 bandé de gueules et d'argent, qui est de Lucinge. On trouve aussi la forme : Écartelé en 1 et 4 palé d'or et de gueules de six pièces et en 2 et 3 d'argent, à trois bandes de gueules Couronne de prince, ; Cimier : un bras armé, brandissant une épée d'argent, ; Tenants : deux sauvages d'or, Devise : Usquequo (Foras) donné comme cri de guerre par Chaix d'Est-Ange : Usque Quo, qui donne pour seconde devise À la bonne ville, bonne nouvelle |

## Branches cadettes
Les différentes branches des Lucinges portent des brisures.
Rameaux des Faucigny-Lucinge
- seigneurs de Drusilly et branche de Vevey : De sinople à trois bandes d'argent[4]. Dans l'édition de 1856, l'Armorial historique du canton de Vaud indique que cette famille aurait porté deux blasons : 1/ écartelé à deux fasces de sinople, et d'argent à trois bandes de gueules ; 2/ de sinople à trois bandes d'argent[4]. Dans la seconde édition de 1880, seule la seconde est mentionnée de sinople à trois bandes d'argent[4].
- Lucinges de Passy, seigneurs de Marlioz : Brisait de Lucinge d'une étoile à huit rais d'or sur le premier bandé de gueules en chef[5] ou Bandé d'argent et de gueules, la première bande de gueules chargée d'une étoile à huit branches de sable en chef.
- seigneurs puis marquis de Lucinge, barons d'Arenthon : Bandé de gueules et d'argent[6]. Plusieurs auteurs indiquent que la famille d'Arenthon serait probablement un rameau[7],[8]
- coseigneurs de Lucinge, seigneurs d'Arcine: Bandé de gueules et d'argent[9].
- Lucinges-les-Alymes, coseigneurs de Lucinge, seigneurs de Saint-Cergues, etc.[10]
- Faucigny-Lucinge et Coligny (Comté de Coligny)

## Personnalités
- Charles de Lucinge. Il entreprit de surprendre Lyon en 1557, mais l'entreprise fut découverte et le Parlement français de Chambéry le condamna à mort par contumace en confiscant ses biens et le château des Alymes qui fut démoli (ce terme ne doit pas s'entendre comme un synonyme de "rasé" puisque l'étude du bâti nous permet de comprendre que la destruction du bâtiment n'a été que partielle). Après la restitution de ses états au duc de Savoie celui-ci rétablit le seigneur des Alymes dans ses biens[11].
- René I de Lucinge (1553-1624[12]), seigneur des Allymes (Château des Allymes), premier président de la Chambre des comptes de Savoie, grand référendaire, ambassadeur en France. Il participe aux négociations du Traité de Lyon de 1601, mettant fin au conflit entre le duc Charles-Emmanuel Ier de Savoie et le roi de Henri IV de France. Désavoué par le duc de Savoie, il quitte son service[11]. Le duc devant capituler donne à la France, les terres allant jusqu'à Lyon, notamment la Bresse et le Bugey le Valromey et le pays de Gex.
- René II de Lucinge (mort avant 1666), dit de Gères, seigneur des Allymes (achat de la succession de son oncle), vicomte de Lompnes (achat en 1635)[11].
- Louis de Lucinge, vicomte et seigneur, comte de Lucinge, commandant le ban et l'arrière-ban de la noblesse de Bresse et Bugey (1674), maréchal de camp, chevalier de l'ordre de Saint-Louis[11].
- Amédée de Faucigny-Lucinge (1755-1801), comte de Coligny, prince de Lucinge et comte de Faucigny, député de l'ordre de la noblesse à l'Assemblée constituante de 1789, chevalier de l'Ordre des Saints Maurice-et-Lazare, mort à l'armée de Condé le 21 décembre 1801[13]. Premier à reprendre le nom de Faucigny[11] ;
- Ferdinand-Victoire-Amédée, prince de Faucigny-Lucinge (1789-1866), aide de camp du duc de Bordeaux, connu sous le nom de comte de Chambord, (petit-fils du roi Charles X). Il épouse le 27 septembre 1823, Charlotte-Marie-Augustine de Bourbon, comtesse d'Issoudun (1808-1886), fille légitimée du duc de Berry, qui l'a reconnue à son lit de mort, et d'Amy Brown. Elle est la petite-fille du roi Charles X : ce dernier, par LP du 27 janvier 1828, accorde à Ferdinand, devenu le beau-frère de son petit-fils, le droit de porter en France le titre de prince qui lui est échu héréditairement en Savoie. Par lettre du 7 mars 1828, le roi Charles-Félix de Sardaigne exprime sa satisfaction de l'octroi de cette faveur[11].
- Charles-Marie de Faucigny-Lucinge (1824-1910), prince de Lucinge et de Coligny, député des Côtes-du-Nord[14] ;
- Aymon de Faucigny-Lucinge (1862-1922), prince de Lucinge et de Coligny, capitaine des Dragons[15] ;
- Ferdinand de Faucigny-Lucinge (1868-1928), prince de Lucinge et de Coligny[16] ;
- Rogatien de Faucigny-Lucinge (1871-1953), peintre, décorateur[17] ;
- Bertrand de Faucigny-Lucinge (1898-1943), prince de Lucinge et de Coligny, pilote automobile[18] ;
- Jean-Louis de Faucigny-Lucinge (1904-1992), prince de Lucinge et de Coligny, ambassadeur de l'ordre souverain de Malte au Brésil (1971-1978) et en Autriche (1979-1983), Président d'honneur de l'Association des œuvres hospitalières françaises de l'Ordre de Malte (1986-1992)[19], épouse en premières noces (1923) le mannequin Liliane, dite Baba, Beaumont d'Erlanger[20], puis en 1949 Sylvia Regis de Oliveira[21], dont Georgina Brandolini d'Adda (en).
- Charlotte de Faucigny-Lucinge (1908-1990), épouse en 1928 Alfred Fabre-Luce (1899-1983), journaliste et écrivain. Collaboration à L'Europe nouvelle[22].

## Alliances
Les principales alliances de la famille de Faucigny-Lucinge sont : d'Allinges (Chablais), de Villette (Savoie), de Bardonnenche (Dauphiné, l394), de Menthon (Genevois, 1493), (de) Gerbais (Bugey, 1595), d'Angeville (Genevois), de Thoyre (Faucigny), de Foras (Savoie, 1571), de Viry (Genevois), de Blonay (Chalais, 1653), de Châtillon, de Seyssel (Savoie), de Rochefort d'Ally 1633, de Seyturier, de Sandersleben de Coligny (1752), de Durfort-Léobard (1836), de Mailly-Nesle 1860, Pallavicino-Mossi (1853), de Sesmaisons (1889), Mortier de Trévise (1888), de Choiseul-Gouffier (1903), de Montesquiou-Fezensac (1897), de Chastenet de Puységur (1898), Murat (1919), de Broglie (1920).

### Fonds
Les papiers personnels et papiers de terres de la famille Faucigny-Lucinge sont conservés aux Archives nationales, à Pierrefitte-sur-Seine, sous la cote 88AP : Inventaire du fonds